# یان فیسر
یان فیسر (انگلیسی: Jan Fießer؛ زادهٔ ۲ ژانویهٔ ۱۹۸۷) بازیکن فوتبال اهل آلمان است.
از باشگاه‌هایی که در آن بازی کرده‌است می‌توان به باشگاه فوتبال زاربروکن، باشگاه فوتبال وهن ویسبادن، باشگاه فوتبال اس‌وی زاندهاوزن، و باشگاه فوتبال آرمینیا بیله‌فلد اشاره کرد.